# Soffiano
Ne doit pas être confondu avec Sofiano.
Soffiano est un un quartier de Florence, en Italie, situé dans la partie ouest de la ville, limitrophe en partie avec la commune de Scandicci. D'un point de vue administratif, Soffiano appartient au quartier 4 (Isolotto-Legnaia). Il est délimité au sud-est par les collines de Marignolle et Bellosguardo (qui font partie de Florence) ainsi que par celles de Scandicci alto (de la commune voisine de Scandicci). Au nord, il est délimité par Legnaia et Monticelli avec son sous-quartier L'Olivuzzo.

## Histoire
La Villa Strozzi al Boschetto se trouve à Soffiano (plus précisément à Monticelli). Elle est rénovée au XIXe siècle par l'architecte Giuseppe Poggi, puis par Giovanni Michelucci.
La région compte plusieurs établissements d'enseignement secondaire, dont le lycée des sciences humaines et l'institut technique commercial Galileo Galilei, fondé en 1853, à l'époque du grand duc de Toscane, l'institut technique industriel d'État (I.T.I.S.) Antonio Meucci et le lycée scientifique Niccolò Rodolico.
Il y a un terrain d'athlétisme moderne (baptisé « Bruno Betti ») avec un gymnase attenant. Ce complexe sportif polyvalent accueille le club d'athlétisme « Prosport Atletica Firenze ».